# 中国半导体产业
中国半导体产业，包括集成电路設計與製造，是中國大陸信息技术产业的重要组成部分。
中国的半导体行业由各种各样的公司组成，从整合元件製造廠到半導體製造廠、無廠半導體公司和OSAT公司。半導體製造廠只为其他公司制造设备，而不设计，而無廠半導體公司只设计设备。中国整合元件製造廠公司有長江存儲和长鑫存储，中國純晶圓代工廠有中芯国际、上海华虹和闻泰科技，中国无厂公司有上海兆芯、海思半導體和紫光展锐，中國OSAT公司有长电科技、華天科技和通富科技微電子。

## 概述
從消費來看，中國目前是全球最大的半導體市場。 2020年，中國佔全球晶片銷售額的53.7%，即4,461億美元中的2,394.5億美元。 然而，很大一部分是從跨國供應商進口的。 2020年，進口占晶片總銷售額的83.38%（1,997億美元）。 為此，中國推出了一系列措施來縮小差距，包括透過国家集成电路产业投资基金（National Integrated Circuit Industry Investment Fund，CICF）等途径向国内集成电路产业投资1500亿美元，“中国制造2025”的目标是70%国产。 
中国在建新晶圆厂数量全球领先，2021年全球19座晶圆厂中，中国占8座，预计2021年至2023年开工建设的晶圆厂总数为17座。中资芯片制造商的总装机量也将从2020年的每月296万片晶圆（wafers per month，wpm）增加到2021年的每月357.2万片晶圆。
由于中国半导体产业快速发展，2022年10月7日，美国政府宣布对华一系列重大出口限制，重点关注人工智能和半导体技术，旨在扰乱中国半导体行业发展。2023年1月，根据美国、日本和荷兰政府之间的协议，这些出口管制变成了多边协议。2022年10月至2023年5月期间，中国政府采取了一系列不同措施予以回应，包括向世界贸易组织提起诉讼。2024年5月，中国又集资逾3000亿人民币設立基金支持國內半导体的发展。

## 外资企业
有大量外国半导体公司在中国经营制造工厂和设计设施，其中包括SK海力士、台积电、三星、联华电子、德州仪器、美光等公司，以及到2021年的英特尔。目前中国大陆最先进的国外制造节点是台积电在中国南京的12英寸晶圆厂，计划每月生产20,000片12英寸晶圆，该厂于2018年下半年开始生产16纳米工艺技术的芯片。
三星目前是全球最大的NAND闪存生产商，在西安拥有两家工厂，产能占其总产能的42.5%，占全球NAND产能的15.3%。这是该公司在芯片生产方面最大的海外投资，初始成本为70亿美元。

## 国内公司

### 集成设备制造商 (IDM)

#### 长江存储科技股份有限公司（YMTC）
长江存储科技股份有限公司（YMTC）是一家专注于闪存（NAND）芯片的中国半导体集成器件制造商。该公司于2016年在中国武汉成立，得到了清华紫光集团的支持。在长江存储之前，中国没有一家有能力生产闪存的公司。其消费品以“致钛”品牌销售。
截至 2020 年，长江存储正在使用 20 nm工艺制造64层3D NAND闪存。2020年4月，该公司推出了首款128层垂直NAND芯片，是目前量产中最先进的层数，基于XTacking架构，现已投入生产。
截至2021年，长江存储每月生产约80,000片晶圆，并计划扩大其第一家工厂，到2022年达到 100,000wpm产能，这将使其占据全球市场份额的6-8% 左右。

#### 长鑫存储科技 (CXMT)
长鑫存储科技（CXMT）是一家中国半导体集成器件制造商，总部位于安徽合肥，专业生产DRAM存储器。
截至2020年，长鑫用19 nm工艺可生产LPDDR4和DDR4 RAM，月产4万片晶圆。该公司计划将产量提高至120,000 WPM，并计划到2022年底实现17 nm，中长期目标总产能为300,000 wpm。

#### 其他公司
- 斯维苏尔
- 比亚迪半导体

### 晶圆厂

#### 中芯国际集成电路制造有限公司（SMIC）
中芯国际集成电路制造有限公司（SMIC）是一家部分国有的中国纯半导体代工上市公司。它是中国大陆最大、全球第五大的合约芯片制造商，2021 年第二季度市场份额为5.3%。
中芯国际总部位于上海 ，并在开曼群岛注册成立。该公司在中国大陆设有晶圆制造基地，在美国、意大利、日本和台湾设有办事处，并在香港设有代表处。 它提供集成电路（IC）制造服务350 nm至14 nm工艺技术。国有民用和军用电信设备供应商大唐电信集团以及国家集成电路产业投资基金是中芯国际的主要股东。

#### 华虹半导体
华虹半导体有限公司是一家总部位于上海的中国上市半导体代工公司，成立于1996年，是中国国家推动集成电路产业发展的一部分。目前，华虹最先进的节点是由其子公司上海华立（HLMC）实现的，该公司可以制造28/22纳米工艺，目前正在开发先进的14纳米技术。
目前，它是中国大陆第二大芯片制造商，仅次于竞争对手中芯国际，也是全球第六大芯片制造商，2021 年第二季度的市场份额为 2.6%。  

#### 其他公司
- 内芯芯片
- 闻泰科技

### 无晶圆厂公司

#### 兆信
兆芯是一家无晶圆厂半导体公司，成立于2013年，是威盛科技与上海市政府的合资企业。 该公司生产x86兼容的台式机和笔记本电脑CPU 。 “兆芯”一词的意思是“一兆核心”。 这些处理器主要是为中国市场生产的：该合资企业是为了减少中国对外国技术的依赖。

#### 海思
海思半导体是一家中国无晶圆厂半导体公司，总部位于广东深圳，由华为全资拥有。海思从ARM Holdings购买CPU设计许可，包括ARM Cortex-A9 MPCore、ARM Cortex-M3、ARM Cortex-A7 MPCore、ARM Cortex-A15 MPCore、ARM Cortex-A53、ARM Cortex-A57还有他们的Mali图形核心。海思还从Vivante Corporation购买了GC4000图形核心的许可。
海思被誉为中国最大的本土集成电路设计商。2020年，美国制定了规定，要求向海思半导体提供某些设备的美国公司或使用美国技术向海思半导体供应的非美国公司必须获得许可证，华为宣布将从2020年9月15日起停止生产其麒麟芯片组。此后，海思在移动处理器市场份额方面被中国竞争对手紫光展锐超越。 

#### 紫光展锐
紫光展锐是一家中国无晶圆厂半导体公司，总部位于上海，生产手机芯片组。紫光展锐在消费电子和工业电子两大领域拓展业务，包括智能手机、功能手机、智能音频系统、智能穿戴等应用领域。在工业电子领域，其涵盖局域网物联网、广域网物联网和智能显示等领域。。
截至2021年，它是继联发科、高通和苹果之后的全球第四大移动处理器制造商，拥有全球9%的市场份额。 

#### 其他公司
- 飞腾科技
- 龙芯科技
- 江南计算实验室（双威）
- 阿里巴巴集团（益田）
- 腾讯
- 君正半导体
- 炬力半导体
- 全志科技
- 兆易创新
- 豪威科技
- 格科芯
- 思特敏斯
- 摩尔线程
- 景嘉微
- 地平线机器人
- 寒武纪
- 瑞芯微
- 湖北芯擎科技
- 汽车芯片公司

### 外包半导体封装测试（OSAT）

#### 长电科技
长电科技集团股份有限公司是一家上市公司，总部位于中国东部沿海城市江阴。它是中国大陆最大、全球第三大的外包半导体封装测试（OSAT）公司。JCET成立于1972年，当时江阴将当地一家工厂改建为生产晶体管的工廠。长电科技于2003年在上海证券交易所上市，并不断发展壮大。长电科技提供一系列半导体封装、组装、制造和测试产品和服务。

#### 江苏华海诚科新材料股份有限公司
江苏华海诚科新材料股份有限公司成立于2010年12月，是一家专业从事半导体器件、集成电路、特种器件、LED支架等电子封装材料的研发、生产、销售和技术服务企业。开发胶黏剂底部填充技术等技术，应用于各类传统封装与先进封装主流的半导体封装形式。

#### 其他公司
- 华天科技
- 同富微电子

### 半导体设备制造商

#### 上海微电子装备有限公司 (SMEE)
上海微电子装备有限公司（SMEE）是一家总部位于上海的半导体制造设备制造商，供应光刻（DUV浸没）设备和半导体制造行业使用的其他设备。目前其最先进的产品是SSA600，分辨率为90 nm。 SMEE正在开发SSA800，分辨率为28 nm，后续将推出SSA900，分辨率为22 nm。 2022年12月，美国商务部将SMEE添加到工业与安全局的实体名单中。

#### 中国电子科技集团（CETC）
中国电子科技集团公司（CETC）是中国第三大电子和IT公司，仅次于华为和联想。其领域包括通信设备、计算机、电子设备、IT基础设施、网络、软件开发、研究服务、民用和军事应用的投资和资产管理。  
该公司还生产用于半导体制造业的半导体和半导体设备，主要用于军事应用。 

#### 其他公司
- 中国先进微制造设备股份有限公司（AMEC）
- 北方华创科技集团股份有限公司
- 华润微电子有限公司（华润微）

### 其他进展

#### 华为
据报道，华为正计划与中芯国际合作建设自己的晶圆厂，以促进垂直整合，减少中美贸易战等美国制裁实体清单的影响。2023年，华为发布了Mate60 Pro智能手机，其搭载中芯国际制造的7nm芯片应用处理器海思麒麟9000S，采用中芯国际N+2工艺节点。

## 相关
- 半导体行业
- 台湾半导体产业
- 中国经济
- 中国工业